# آراف‌ای مین (۱۹۰۵)
آراف‌ای مین (۱۹۰۵) (به انگلیسی: RFA Maine (1905)) یک کشتی بود. این کشتی در سال ۱۹۰۵ ساخته شد.